# The Best of Ray Parker Jr. & Raydio
The Best of Ray Parker Jr. & Raydio è la quarta raccolta dedicata al musicista statunitense Ray Parker Jr., pubblicata dalla Arista Records nel 1989.

## Il disco
La raccolta, prodotta in concomitanza con la BMG britannica, è un sunto del percorso svolto da Ray Parker Jr. e dai suoi Raydio durante la permanenza alla Arista Records. Oltre ai loro più grandi successi, come Ghostbusters e A Woman Needs Love (Just Like You Do), sono stati inclusi alcuni singoli che hanno avuto meno fortuna, a suo tempo.

## Tracce
1. Ghostbusters - 4:08 -  Ray Parker Jr. (Ray Parker Jr.)
2. You Can't Change That - 3:26 -  Raydio (Ray Parker Jr.)
3. A Woman Needs Love (Just like You Do) - 4:05 -  Ray Parker Jr. & Rayio (Ray Parker Jr.)
4. More Than One Way to Love a Woman - 5:47 -  Raydio (Ray Parker Jr.)
5. Stay the Night - 4:05 -  Ray Parker Jr. (Ray Parker Jr.)
6. Let Me Go - 5:06 -  Ray Parker Jr. (Ray Parker Jr.)
7. Betcha Can't Love Me Just Once - 3:54 -  Raydio (Ray Parker Jr.)
8. Jack and Jill (Back Up the Hill) - 4:38 -  Raydio (Ray Parker Jr.)
9. The Other Woman - 4:04 -  Ray Parker Jr. (Ray Parker Jr.)
10. Two Places at the Same Time - 3:55 -  Ray Parker Jr. & Raydio (Ray Parker Jr.)
11. (I Still Can't Get Over) Loving You - 4:09 -  Ray Parker Jr. (Ray Parker Jr.)
12. Girls Are More Fun - 4:23 -  Ray Parker Jr. (Ray Parker Jr.)
13. Is This a Love Thing - 6:17 -  Raydio (Ray Parker Jr.)
14. For Those Who Like to Groove - 4:30 -  Ray Parker Jr. & Raydio (Ray Parker Jr.)